# Азимов, Новруз Ширин оглы
Новруз Азимов (азерб. Novruz Əzimov; род. 19 марта 1960, Алигулу, Лачинский район) — азербайджанский футболист, защитник, тренер.

## Клубная карьера
Родился в селе Алигулу (Лачинский район), но вырос в посёлке Мехдиабад. Футбольную карьеру начал в клубе «Бадамлы» (Нахчыван), который впоследствии изменил название на «Араз». В 1982 году перешел в «Нефтчи». В футболке бакинского клуба дебютировал 20 февраля 1982 в домашнем поединке зонального этапа Кубка СССР против волгоградского «Ротора». Азимов вышел на поле в стартовом составе и отыграл весь матч. В Высшей лиге СССР дебютировал 26 марта 1982 года в выездном поединке 1-го тура против донецкого «Шахтёра». Азимов вышел на поле в стартовом составе и отыграл весь матч. Всего в элитном дивизионе в течение сезона появился в 12 поединках. В 1983 вернулся в «Араз». В следующем году перешел в «СКА-Карпаты». В футболке армейского клуба дебютировал 17 апреля 1984 в домашнем поединке 3-го тура Первой лиги СССР против ворошиловградской «Зари». Азимов вышел на поле на 81-й минуте, заменив Юрия Дубровного. В сезоне 1984 сыграл 23 матча в Первой лиге СССР. В следующем году вернулся в «Нефтчи», где выступал до 1989 года. Сезон 1990 провел в «Гёязани» (Казах) и «Кяпазе». В 1991 году вернулся в «Нефтчи», в составе которого в следующем году принял участие в розыгрыше первого в истории независимого чемпионата Азербайджана. Всего в футболке «Нефтчи» сыграл 146 матчей и отметился 5 голами.
В марте 1992 года добровольцем ушел на фронт. 2 или 3 мая прибыл в Баку. В день взятия Шуши, 8 мая 1992 года, в первом туре первого национального чемпионата против сумгаитского «Хазара» надел футболку «Нефтчи» (Баку). На следующий день поехал в Лачын на собственном автомобиле. К тому времени он воевал в 811-м Лачынском полке под командованием Арифа Пашаева. В 1993 году возобновил карьеру футболиста, выступая за «Кяпаз».

## Карьера тренера
В 1997 году стал играющим тренером «Кяпаза». Одновременно с этим работал начальником управления железнодорожного транспорта и полиции Гянджи.
В роли главного тренера начал карьеру в бакинском «Олимпике». После отставки Александра Старкова сумел привести команду к победе в Кубке Азербайджана в сезоне 2011/12. После того как «Баку» летом 2012 года перестал выступать в Лиге Европы, подал в отставку с поста главного тренера и был назначен спортивным директором клуба.

## Достижения

### Как футболист
- Финалист Кубка Федерации футбола СССР: 1988
- Чемпион Азербайджана: 1992, 1994/95
- Обладатель Кубка Азербайджана: 1993/94

### Как тренер
- Обладатель Кубка Азербайджана: 2011/12